# بروس بولارد
بروس بولارد (بالإنجليزية: Bruce Pollard)‏ هو لاعب دوري الرغبي أسترالي، ولد في 1945.